# Pierre Grivet
Pour les articles homonymes, voir Grivet.
Pierre Grivet, né le 14 novembre 1911 à Lyon et mort le 1er juin 1992 à Paris, est un universitaire français, professeur d'électronique à l'université d'Orsay. Il s'est notamment illustré dans des études touchant à l'optique électronique, la résonance magnétique nucléaire et l'Accélérateur linéaire.

## Biographie
Pierre Grivet a été élève au lycée du Parc, à Lyon, où son père était professeur d'allemand. Sa mère était également enseignante, professeure de français et d'allemand. Il s'oriente vers les études scientifiques après avoir passé au préalable un baccalauréat philosophie. Après les classes préparatoires, il est admis à l'École polytechnique, mais choisit École normale supérieure de la rue d'Ulm où il sera étudiant de 1931 à 1935, avec Georges Bruhat comme professeur.
Henri Abraham, directeur du laboratoire de physique de l'ENS offre alors à Pierre Grivet un poste d'agrégé préparateur qui lui permet de préparer une thèse sur l'amélioration des mesures de la vitesse de la lumière. Une méthode de mesure transposée de celle des « plages polarimétriques », proposée par Grivet sera ultérieurement reprise par l'astronome suédois Bergstrand. 
Après la déclaration de Guerre, en septembre 1939, Pierre Grivet est affecté sur la ligne Maginot, puis détaché à la section d'études dirigée par le commandant Labat pour participer à la mise en place de radars. Après la démobilisation, il trouve un poste au Laboratoire d'Essais du Conservatoire national des arts et métiers (CNAM). C'est là qu'il termine sa thèse qu'il soutient en 1941. C'est au CNAM qu'il commence à s'intéresser à l'optique électronique et au microscope électronique.
Ces nouvelles activités le mettent en rapport avec Maurice Ponte qui le recrute à la fin de 1941, comme ingénieur de recherches puis chef du laboratoire Optique électronique et Télévision au sein de la Compagnie générale de la télégraphie sans fil (CSF). C'est là qu'il dirige un projet de microscope électronique électrostatique, le premier microscope électronique français, qui sera installé après la guerre dans différents laboratoires: Institut Pasteur, Office national d'études et de recherches aérospatiales (ONERA), Michelin. Pendant la période de l'occupation, Grivet continue d'encadrer les travaux expérimentaux d'étudiants de l'E.N.S.
Après la Libération, Grivet quitte la CSF pour le laboratoire de physique de l'E.N.S. dont le nouveau directeur est Yves Rocard, lui aussi ancien de la CSF. Rocard présente la candidature de Grivet à la chaire de radioélectricité nouvellement créée à la Sorbonne. Tout en gardant un rôle de conseil dans le projet du microscope électronique de la CSF, Grivet bénéficie du soutien de cette dernière et de son directeur Maurice Ponte pour étudier les accélérateurs linéaires dont un exemplaire est installé à l'hôpital Curie. Aux laboratoires de la CSF, Warnecke et Leboutet poursuivront les études de Grivet qui déboucheront finalement sur le grand accélérateur linéaire de la Faculté des Sciences d'Orsay.
Ayant eu vent des travaux de Felix Bloch et Edward Mills Purcell, Grivet et son assistant au laboratoire de l'E.N.S. Robert Gabillard se lancent dans l'étude de la résonance magnétique nucléaire. Toujours dans le domaine de l'électronique, Grivet consacre une partie de son temps au bruit de fond des auto-oscillateurs avec son élève Austin Blaquière.
À partir de 1955, le laboratoire de Grivet est transféré de l'E.N.S. à la nouvelle Faculté des Sciences d'Orsay où il devient, en 1960, le premier patron de l'Institut d'électronique fondamentale (IEF). La carrière de Pierre Grivet devient alors davantage orientée vers la gestion de la science, ce qui le conduit à entrer à l'Académie des Sciences en 1972, à la division des applications de la science à l'industrie avant d'intégrer la section Physique en 1976. À l'institut d'électronique fondamentale, il aura personnellement initié ds recherches sur le bobines cryogéniques et la spectrographie RMN, l'horloge à hydrogène et ses applications métrologiques, les résonateurs cryogéniques ainsi que la télémétrie terre-lune.

## Principales publications

### Livres
- La télévision, PUF, coll. « Que-sais-je ? », no 30, 1re édition 1941, 8e édition 1965
- Le verre, PUF, coll. « Que-sais-je ? », no 264, 1947
- Electron optics, Pergamon Press, 1re édition 1965, 2e édition 1972, 2 tomes
- La résonance magnétique nucléaires, éditions du CNRS, 1955
- Le bruit de fond, Masson, 1958 (en collaboration avec A. Blaquière)
- La physique des circuits, Masson, 1960 (en collaboration avec R. Legros)
- Les lignes radiofréquences, 2 vol., Masson, 1972

### Articles
- Electron Optics, tII, p.48-100, Advances in Electronics, 1950
- A secondary standard of current based on a Nuclear Resonance spin oscillator, IEEE trans. on Intr. and Measur. Vol IM 13, n°4, p.231-238, 1964
- Phycics of the Hydrogen Maser, dans Advaces in Atomic and Molecular Physics, t.7, 1971, p. 1-47 avec C.Audoin et J.P. Schermann.

## Distinctions
- Lauréat de la médaille Blondel décernée par la Société de l'électricité, de l'électronique et des technologies de l'information et de la communication[5]
- L'Académie des sciences remet un prix nommé prix Pierre-et-Cyril-Grivet.